# 莫里斯·坎普
小莫里斯·勒罗伊·坎普（1991年2月2日—）為美國男子籃球運動員，現效力於意大利篮球甲级联赛皮斯托亞2000。
坎普來自佛罗里达州彭布羅克派恩斯，離開達德基督教高中以後進入阿拉巴馬農工大學就讀，一年後轉學到邁阿密達德學院，2011-12賽季轉戰東卡羅來納大學。
2013年坎普投入NBA选秀但落選，2013-14賽季效力於匈牙利球隊，但左腿有三處發生疲劳性骨折，導致坎普休息超過一年，2015年1月被坎頓劍客延攬入隊。2016年月，坎普加入拉普拉頂替離隊的阿提諾。
2017年7月，坎普加入奧布拉斯。2018年5月，奧布拉斯與坎普續約兩年。2018年12月，坎普離開奧布拉斯轉戰豐拉夫拉達。2020年3月，坎普加入蒙特維多國民。
2023年夏天坎普代表新軍球隊香港金牛征戰全国男子篮球联赛，最終繳出場均40.5分、12.5籃板、4.4助攻、3.0抄截、1.0阻攻的表現。2023年9月，中国男子篮球职业联赛广州龙狮宣布與坎普完成簽約。坎普代表广州龙狮出賽47場，場均14.6分、5.5籃板、1.2助攻、1.3抄截。2024年10月，福建浔兴與坎普完成簽約。11月8日，福建浔兴取消註冊坎普，坎普代表福建浔兴出賽7場，場均貢獻14分、6.1籃板、1.1助攻、2.2抄截、0.7阻攻。11月22日，意大利篮球甲级联赛皮斯托亞2000簽下坎普。

## 外部連結
- 莫里斯·坎普在fiba.basketball（英语）
- 莫里斯·坎普在NBA G聯盟官網（英语）
- 莫里斯·坎普在西班牙篮球甲级联赛官網（球員）（西班牙语）
- 莫里斯·坎普在VTB聯賽官網（英语）
- 莫里斯·坎普在俄羅斯籃球協會官網（俄语）
- 莫里斯·坎普在意大利篮球甲级联赛官網（意大利语）
- 莫里斯·坎普在中国男子篮球职业联赛官網
- 莫里斯·坎普在Basketball-Reference.com（NBA G聯盟）（英语）
- 莫里斯·坎普在Basketball-Reference.com（國際）（英语）
- 莫里斯·坎普在Sports-Reference.com（NCAA）（英语）
- 莫里斯·坎普在Eurobasket.com（球員）（英语）
- 莫里斯·坎普在Proballers（英语）
- 莫里斯·坎普在RealGM（球員）（英语）
- 莫里斯·坎普在中国篮球数据库
- 莫里斯·坎普在Flashscore（英语）